# Mauritz Wictorin

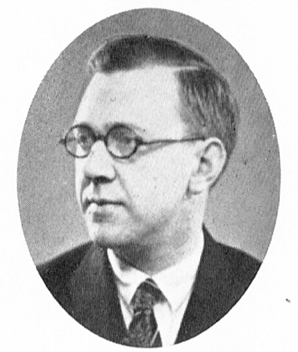
Mauritz Wictorin omkring 1940 som överlärare i Lidingö.

Samuel Mauritz Wictorin,  född  21 maj 1903 i Vetlanda, död 20 november 1987 i Skepparslöv, var en svensk lärare och rektor 1956–1968 vid folkskoleseminariet i Kristianstad.

## Biografi
Wictorin tog studenten 1922 och blev filosofie kandidat 1924. Han tog folkskollärarexamen 1927 och blev filosofie licentiat 1930. Han disputerade för filosofie doktorsgrad i pedagogik på avhandlingen Bidrag till räknefärdighetens psykologi, som är en tvillingstudie.
Yrkeslivet började Wictorin som amanuens vid psykologiska institutionen vid Göteborgs högskola  från 1923 till 1925. Han arbetade som folkskollärare i Malmö och Helsingborg 1928 till 1932 efter att han blivit folkskollärare 1927. Han blev därefter anställd som extra ordinarie lektor på folkskoleseminariet Växjö 1932-1934. Han blev överlärare vid Lidingö folkskolor  under åren 1934 till 1950. Han anställdes som lektor vid  folkskoleseminariet i Kristianstad 1951 och blev rektor där från 1956. Han blev kvar som rektor till seminariet blev lärarhögskola.